# 해피 길모어
《해피 길모어》(영어: Happy Gilmore)는 미국에서 제작된 데니스 두건 감독의 1996년 스포츠 코미디 영화이다. 애덤 샌들러 등이 출연하였고, 로버트 사이먼즈 등이 제작에 참여하였다. 이 영화는 1996년 2월 16일 유니버설 픽처스에 의해 극장 개봉되었으며, 상업적인 성공을 거두었다.

## 줄거리
해피 길모어는 아이스하키 선수로 성공하기를 꿈꾸지만 애석하게도 스케이팅 실력이 형편없다. 대신 해피는 자신의 무기인 강력한 슬랩 샷이 골프에서 탁월한 효과를 발휘한다는 걸 발견한다.

## 출연
- 애덤 샌들러
- 크리스토퍼 맥도널드
- 줄리 보언
- 프랜시스 베이
- 칼 웨더스
- 앨런 코버트
- 리처드 킬
- 데니스 두건
- 조 플래어티

## 기타 제작진
- 공동 제작: 워런 카, 잭 지어러퓨토
- 배역: 조애나 콜버트
- 미술: 페리 앤덜린 블레이크
- 의상: 티시 모너핸